# باتريك وليه
باتريك وليه (بالإنجليزية: Patrick Ronaldinho Wleh)‏ (17 يوليو 1991 بمونروفيا في ليبيريا - ) هو لاعب كرة قدم ليبيري في مركز الهجوم. شارك مع منتخب ليبيريا لكرة القدم وMalaysia League XI ‏. أما مع النوادي، فقد لعب مع نادي سلاغور وGedi & Sons FC ‏.

## وصلات خارجية
- باتريك وليه على موقع قاعدة بيانات كرة القدم.إي يو (الإنجليزية)
- باتريك وليه على موقع ناشيونال فوتبول تيمز (الإنجليزية)
- باتريك وليه على موقع Soccerway.com (الإنجليزية)